# Mistrzostwa Rumunii w rugby union (2004/2005)
Divizia Națională 2004/2005 – osiemdziesiąte dziewiąte mistrzostwa Rumunii w rugby union. Zawody odbywały się w dniach 28 sierpnia 2004 – 14 maja 2005 roku, a tytułu broniła drużyna Dinamo Bukareszt.
Z niższej klasy rozgrywkowej awans uzyskały zespoły CSM Baia Mare i Sportul Studențesc, ten drugi jednak na początku lipca 2005 roku ogłosił, iż z powodów finansowych nie przystąpi do rozgrywek, jego miejsce zajął zatem relegowany wcześniej RC Bârlad.
Rozkład gier, zgodny z wcześniejszymi zapowiedziami, opublikowano pod koniec lipca 2004 roku, zaznaczając możliwość rozegrania w grudniu przy sprzyjającej pogodzie awansem jednej z wiosennych rund – nie doszła ona jednak do skutku z uwagi na start București Rugby w European Shield. W połowie stycznia podano harmonogram dalszych gier, który uległ następnie przesunięciu o tydzień.
W tym sezonie po raz pierwszy zastosowano używany w Super 12 i Pucharze Świata system punktacji – zwycięzca meczu zyskiwał cztery punkty, za remis przysługiwały dwa punkty, porażka nie była punktowana, a zdobycie przynajmniej czterech przyłożeń lub przegrana nie więcej niż siedmioma punktami premiowana była natomiast punktem bonusowym. Jeden z meczów pierwszej kolejki został przerwany, gdy zawodnicy zaatakowali sędziego liniowego, zaś przełożone spotkanie piętnastej kolejki ostatecznie nie odbyło się, bowiem nie miało już wpływu na końcowy układ tabeli, gdyż obie drużyny miały już zagwarantowany spadek z ligi.
Mecze o medale zaplanowane zostały poza stolicą, a finał poprowadził arbiter z Anglii. W przeciwieństwie do półfinałów decydujący pojedynek sezonu był transmitowany w telewizji, na stadiony był także wolny wstęp. W półfinałach lepsze okazały się drużyny wyżej rozstawione, w finale spotkały się zatem dwie najbardziej utytułowane zespoły w historii. W nim lepsza od Dynamo okazała się Steaua, brąz zdobyli zawodnicy z Baia Mare, spadek zanotowały zaś zespoły z Suczawy i Lupeni.

## Drużyny
| Klub                         | Miasto      |
| ---------------------------- | ----------- |
| Contor Zenner Arad           | Arad        |
| CSM Universitatea Baia Mare  | Baia Mare   |
| RC Bârlad                    | Bârlad      |
| Dinamo Bukareszt             | Bukareszt   |
| Steaua Bukareszt             | Bukareszt   |
| CS Universitatea Cluj-Napoca | Kluż-Napoka |
| RCJ Farul Constanța          | Konstanca   |
| Minerul Lupeni               | Lupeni      |
| CS Știință Petroșani         | Petroszany  |
| CSM Bucovina Suceava         | Suczawa     |

## Faza grupowa
| Gospodarz                        | Wynik                            | Gość                             |                                   | Gospodarz                         | Wynik                             | Gość |
| Kolejka 1 – 28 sierpnia 2004     | Kolejka 1 – 28 sierpnia 2004     | Kolejka 1 – 28 sierpnia 2004     | Kolejka 10 – 30 października 2004 | Kolejka 10 – 30 października 2004 | Kolejka 10 – 30 października 2004 |      |
| -------------------------------- | -------------------------------- | -------------------------------- | --------------------------------- | --------------------------------- | --------------------------------- | ---- |
| RC Bârlad                        | 10:39                            | Steaua Bukareszt                 | Dinamo Bukareszt                  | 28:16                             | REMIN Baia Mare                   |      |
| Minerul Lupeni                   | 8:44                             | CS Universitatea Cluj-Napoca     | CS Universitatea Cluj-Napoca      | 83:15                             | Minerul Lupeni                    |      |
| CSM Bucovina Suceava             | 25:12                            | RCJ Farul Constanța              | RCJ Farul Constanța               | 49:27                             | CSM Bucovina Suceava              |      |
| CS Știință Petroșani             | 5:13                             | Contor Zenner Arad               | Contor Zenner Arad                | 29:20                             | CS Știință Petroșani              |      |
| REMIN Baia Mare                  | 12:14                            | Dinamo Bukareszt                 | Steaua Bukareszt                  | 60:0                              | RC Bârlad                         |      |
| Kolejka 2 – 4 września 2004      | Kolejka 2 – 4 września 2004      | Kolejka 2 – 4 września 2004      | Kolejka 11 – 19 marca 2005        | Kolejka 11 – 19 marca 2005        | Kolejka 11 – 19 marca 2005        |      |
| Steaua Bukareszt                 | 93:8                             | Minerul Lupeni                   | Minerul Lupeni                    | 0:104                             | Steaua Bukareszt                  |      |
| CS Universitatea Cluj-Napoca     | 72:5                             | CSM Bucovina Suceava             | RC Bârlad                         | 13:34                             | Dinamo Bukareszt                  |      |
| RCJ Farul Constanța              | 31:18                            | CS Știință Petroșani             | CSM Bucovina Suceava              | 9:29                              | CS Universitatea Cluj-Napoca      |      |
| REMIN Baia Mare                  | 30:10                            | Contor Zenner Arad               | Contor Zenner Arad                | 25:5                              | REMIN Baia Mare                   |      |
| Dinamo Bukareszt                 | 80:16                            | RC Bârlad                        | CS Știință Petroșani              | 17:0                              | RCJ Farul Constanța               |      |
| Kolejka 3 – 11 września 2004     | Kolejka 3 – 11 września 2004     | Kolejka 3 – 11 września 2004     | Kolejka 12 - 26 marca 2005        | Kolejka 12 - 26 marca 2005        | Kolejka 12 - 26 marca 2005        |      |
| Minerul Lupeni                   | 20:69                            | Dinamo Bukareszt                 | Dinamo Bukareszt                  | 43:12                             | Minerul Lupeni                    |      |
| CSM Bucovina Suceava             | 5:69                             | Steaua Bukareszt                 | Steaua Bukareszt                  | 81:5                              | CSM Bucovina Suceava              |      |
| CS Știință Petroșani             | 10:0                             | CS Universitatea Cluj-Napoca     | RCJ Farul Constanța               | 28:24                             | Contor Zenner Arad                |      |
| Contor Zenner Arad               | 55:3                             | RCJ Farul Constanța              | REMIN Baia Mare                   | 45:16                             | RC Bârlad                         |      |
| RC Bârlad                        | 7:14                             | REMIN Baia Mare                  | CS Universitatea Cluj-Napoca      | 62:8                              | CS Știință Petroșani              |      |
| Kolejka 4 – 18 września 2004     | Kolejka 4 – 18 września 2004     | Kolejka 4 – 18 września 2004     | Kolejka 13 - 2 kwietnia 2005      | Kolejka 13 - 2 kwietnia 2005      | Kolejka 13 - 2 kwietnia 2005      |      |
| Dinamo Bukareszt                 | 97:10                            | CSM Bucovina Suceava             | CSM Bucovina Suceava              | 13:34                             | Dinamo Bukareszt                  |      |
| Steaua Bukareszt                 | 62:7                             | CS Știință Petroșani             | CS Știință Petroșani              | 18:38                             | Steaua Bukareszt                  |      |
| CS Universitatea Cluj-Napoca     | 18:0                             | Contor Zenner Arad               | Contor Zenner Arad                | 7:15                              | CS Universitatea Cluj-Napoca      |      |
| RC Bârlad                        | 53:12                            | Minerul Lupeni                   | RCJ Farul Constanța               | 11:17                             | REMIN Baia Mare                   |      |
| REMIN Baia Mare                  | 68:8                             | RCJ Farul Constanța              | Minerul Lupeni                    | 7:34                              | RC Bârlad                         |      |
| Kolejka 5 – 25 września 2004     | Kolejka 5 – 25 września 2004     | Kolejka 5 – 25 września 2004     | Kolejka 14 – 9 kwietnia 2005      | Kolejka 14 – 9 kwietnia 2005      | Kolejka 14 – 9 kwietnia 2005      |      |
| CS Știință Petroșani             | 0:33                             | Dinamo Bukareszt                 | Steaua Bukareszt                  | 77:0                              | Contor Zenner Arad                |      |
| Contor Zenner Arad               | 0:45                             | Steaua Bukareszt                 | CS Universitatea Cluj-Napoca      | 64:0                              | RCJ Farul Constanța               |      |
| RCJ Farul Constanța              | 14:19                            | CS Universitatea Cluj-Napoca     | RC Bârlad                         | 19:7                              | CSM Bucovina Suceava              |      |
| CSM Bucovina Suceava             | 42:20                            | RC Bârlad                        | REMIN Baia Mare                   | 121:12                            | Minerul Lupeni                    |      |
| Minerul Lupeni                   | 10:24                            | REMIN Baia Mare                  | Dinamo Bukareszt                  | 92:0                              | CS Știință Petroșani              |      |
| Kolejka 6 – 2 października 2004  | Kolejka 6 – 2 października 2004  | Kolejka 6 – 2 października 2004  | Kolejka 15 – 13 kwietnia 2005     | Kolejka 15 – 13 kwietnia 2005     | Kolejka 15 – 13 kwietnia 2005     |      |
| Dinamo Bukareszt                 | 51:13                            | Contor Zenner Arad               | Contor Zenner Arad                | 12:33                             | Dinamo Bukareszt                  |      |
| RC Bârlad                        | 27:15                            | CS Știință Petroșani             | RCJ Farul Constanța               | 3:72                              | Steaua Bukareszt                  |      |
| Minerul Lupeni                   | 27:18                            | CSM Bucovina Suceava             | CS Universitatea Cluj-Napoca      | 29:23                             | REMIN Baia Mare                   |      |
| REMIN Baia Mare                  | 28:17                            | CS Universitatea Cluj-Napoca     | CS Știință Petroșani              | 65:5                              | RC Bârlad                         |      |
| Steaua Bukareszt                 | 95:16                            | RCJ Farul Constanța              | CSM Bucovina Suceava              | 5:0                               | Minerul Lupeni                    |      |
| Kolejka 7 – 9 października 2004  | Kolejka 7 – 9 października 2004  | Kolejka 7 – 9 października 2004  | Kolejka 16 – 16 kwietnia 2005     | Kolejka 16 – 16 kwietnia 2005     | Kolejka 16 – 16 kwietnia 2005     |      |
| RCJ Farul Constanța              | 13:72                            | Dinamo Bukareszt                 | Steaua Bukareszt                  | 52:13                             | CS Universitatea Cluj-Napoca      |      |
| CS Universitatea Cluj-Napoca     | 6:31                             | Steaua Bukareszt                 | RC Bârlad                         | 11:17                             | Contor Zenner Arad                |      |
| Contor Zenner Arad               | 45:13                            | RC Bârlad                        | Minerul Lupeni                    | 21:58                             | CS Știință Petroșani              |      |
| CS Știință Petroșani             | 46:18                            | Minerul Lupeni                   | REMIN Baia Mare                   | 41:22                             | CSM Bucovina Suceava              |      |
| CSM Bucovina Suceava             | 14:26                            | REMIN Baia Mare                  | Dinamo Bukareszt                  | 85:6                              | RCJ Farul Constanța               |      |
| Kolejka 8 – 16 października 2004 | Kolejka 8 – 16 października 2004 | Kolejka 8 – 16 października 2004 | Kolejka 17 – 23 kwietnia 2005     | Kolejka 17 – 23 kwietnia 2005     | Kolejka 17 – 23 kwietnia 2005     |      |
| Dinamo Bukareszt                 | 68:9                             | CS Universitatea Cluj-Napoca     | CS Universitatea Cluj-Napoca      | 18:26                             | Dinamo Bukareszt                  |      |
| RC Bârlad                        | 31:5                             | RCJ Farul Constanța              | Steaua Bukareszt                  | 59:14                             | REMIN Baia Mare                   |      |
| Minerul Lupeni                   | 14:39                            | Contor Zenner Arad               | RCJ Farul Constanța               | 31:8                              | RC Bârlad                         |      |
| CSM Bucovina Suceava             | 16:10                            | CS Știință Petroșani             | Contor Zenner Arad                | 14:6                              | Minerul Lupeni                    |      |
| REMIN Baia Mare                  | 17:31                            | Steaua Bukareszt                 | CS Știință Petroșani              | 47:0                              | CSM Bucovina Suceava              |      |
| Kolejka 9 – 23 października 2004 | Kolejka 9 – 23 października 2004 | Kolejka 9 – 23 października 2004 | Kolejka 18 – 28 kwietnia 2005     | Kolejka 18 – 28 kwietnia 2005     | Kolejka 18 – 28 kwietnia 2005     |      |
| CS Universitatea Cluj-Napoca     | 48:3                             | RC Bârlad                        | RC Bârlad                         | 9:13                              | CS Universitatea Cluj-Napoca      |      |
| RCJ Farul Constanța              | 50:19                            | Minerul Lupeni                   | Minerul Lupeni                    | 17:28                             | RCJ Farul Constanța               |      |
| Contor Zenner Arad               | 52:19                            | CSM Bucovina Suceava             | CSM Bucovina Suceava              | 15:33                             | Contor Zenner Arad                |      |
| CS Știință Petroșani             | 34:12                            | REMIN Baia Mare                  | REMIN Baia Mare                   | 31:0                              | CS Știință Petroșani              |      |
| Steaua Bukareszt                 | 37:15                            | Dinamo Bukareszt                 | Dinamo Bukareszt                  | 46:13                             | Steaua Bukareszt                  |      |

## Faza pucharowa
|  |                              |                              |                  |                   |    |                  |                  |       |
|  | Półfinały                    | Półfinały                    | Półfinały        |                   |    | Finał            | Finał            | Finał |
|  | Półfinały                    | Półfinały                    | Półfinały        |                   |    | Finał            | Finał            | Finał |
|  | 7 maja 2005                  |                              |                  |                   |    |                  |                  |       |
|  |                              |                              |                  |                   |    |                  |                  |       |
|  | Steaua Bukareszt             | Steaua Bukareszt             | 30               |                   |    |                  |                  |       |
|  | Steaua Bukareszt             | Steaua Bukareszt             | 30               | 14 maja 2005      |    |                  |                  |       |
|  | REMIN Baia Mare              | REMIN Baia Mare              | 6                |                   |    |                  |                  |       |
|  | REMIN Baia Mare              | REMIN Baia Mare              | 6                |                   |    | Steaua Bukareszt | Steaua Bukareszt | 25    |
|  | 7 maja 2005                  |                              |                  |                   |    | Steaua Bukareszt | Steaua Bukareszt | 25    |
|  |                              |                              | Dinamo Bukareszt | Dinamo Bukareszt  | 18 |                  |                  |       |
|  | Dinamo Bukareszt             | Dinamo Bukareszt             | Dinamo Bukareszt | Dinamo Bukareszt  | 18 | 50               |                  |       |
|  | Dinamo Bukareszt             | Dinamo Bukareszt             |                  |                   |    |                  |                  |       |
|  | CS Universitatea Cluj-Napoca | CS Universitatea Cluj-Napoca | 16               |                   |    |                  |                  |       |
|  | CS Universitatea Cluj-Napoca | CS Universitatea Cluj-Napoca | 16               | Mecz o 3. miejsce |    |                  |                  |       |
|  |                              |                              |                  |                   |    |                  |                  |       |
|  | 13 maja 2005                 |                              |                  |                   |    |                  |                  |       |
|  |                              |                              |                  |                   |    |                  |                  |       |
|  | REMIN Baia Mare              | REMIN Baia Mare              | 13               |                   |    |                  |                  |       |
|  | REMIN Baia Mare              | REMIN Baia Mare              | 13               |                   |    |                  |                  |       |
|  | CS Universitatea Cluj-Napoca | CS Universitatea Cluj-Napoca | 8                |                   |    |                  |                  |       |
|  | CS Universitatea Cluj-Napoca | CS Universitatea Cluj-Napoca | 8                |                   |    |                  |                  |       |

| 7 maja 200510:00 | Steaua Bukareszt | 30:6 | REMIN Baia Mare | Ghencea, Bukareszt Sędzia: Partoc Emil |
| 7 maja 200510:00 |                  | 30:6 |                 | Ghencea, Bukareszt Sędzia: Partoc Emil |

| 7 maja 200510:00 | Dinamo Bukareszt | 50:16 | CS Universitatea Cluj-Napoca | Stadionul Victoria, Bukareszt Sędzia: Bogdan Milița |
| 7 maja 200510:00 |                  | 50:16 |                              | Stadionul Victoria, Bukareszt Sędzia: Bogdan Milița |

| 14 maja 200517:00 | Steaua Bukareszt | 25:18 | Dinamo Bukareszt | Stadionul Farul, Konstanca Sędzia: Martin Fox |
| 14 maja 200517:00 |                  | 25:18 |                  | Stadionul Farul, Konstanca Sędzia: Martin Fox |

| 13 maja 200511:00 | REMIN Baia Mare | 13:8 | CS Universitatea Cluj-Napoca | Stadionul Tineretului, Gura Humorului Sędzia: George Bărgăunaș |
| 13 maja 200511:00 |                 | 13:8 |                              | Stadionul Tineretului, Gura Humorului Sędzia: George Bărgăunaș |